# ルーク・サンドー
ルーク・サンドー（Luke Sandoe, 1989年8月3日-2020年5月7日）は、イギリスボーンマス出身の、2010年代に活躍したボディビルダー。

## 来歴
幼少期は漫画に登場していた筋肉隆々の登場人物に憧れていたが、ボディビルへの興味は特になかった。
10代の頃から音楽に興味を持ち、20歳の頃にはドラム奏者として収入を得ていた。
次第に音楽への情熱が覚め、自分の外見を気にするようになったサンドーは、母親が買ってきたボディビル雑誌に掲載されたビルダーの肉体に衝撃を受けたのをきっかけにトレーニングを始める。
2016年、IFBBプロカード取得。最高位はミスター・オリンピア11位(2019年)。
2020年5月7日、友人によって自宅で死亡しているのが確認された。死因は公式には不明。

## 人物
生前は300kg超のデッドリフト、200kg超のバーベルロウ、片側約100㎏のダンベルプレスなどをこなしていた。
将来を期待されていたサンドーの死に対し、フレックス・ルイスや、山岸秀匡などがコメントを寄せていた。